# Étienne Damoiselet
Pour les articles homonymes, voir Damoiselet.
Étienne Damoiselet est un maître écrivain parisien, actif dans la seconde moitié du XVIIe siècle.

## Biographie
Il a été maître d'écriture de Louis de France (1661-1711), Grand Dauphin.
Il a souvent travaillé avec le peintre miniaturiste Étienne Compardel. La grande qualité de ses travaux l'a fait comparer à Nicolas Jarry (calligraphe), qui est de la même génération que lui.
Il a épousé en juin 1664 Geneviève Paris, qui le 19 avril 1678 se disait veuve d'« Etienne Damoiselet, maître écrivain à Paris ».
Il ne doit pas être confondu avec Florentin Damoiselet, peintre ordinaire du roi.

## Œuvres
Ses œuvres datées couvrent la période 1652-1677. Un certain nombre de manuscrits de sa main sont des manuels de vocabulaire ou de grammaire destinés à l'éducation du Dauphin. On connaît aussi de lui des manuscrits d'édification à l'usage de la congrégation de Sainte-Catherine de la Couture.

### Copies de textes sacrés ou spirituels
- Collectarium ad usum regalis ecclesiae S. Catharinae in Cultura Parisiis, ordinis canonicorum regularium sancti Augustini, congregationis gallicanae ; continens capitula, orationes, caeteraque omnia ad matutinum, laudes et vesperas a celebrante dicenda. Parisiis, scribebat Stephanus Damoiselet. Anno M. DC. LXXVII. Manuscrit sur parchemin, préface puis 283 p., avec initiales et ornements en or et en couleurs, avec trois grandes peintures signées Étienne Compardel. Paris, Bibl. de l'Arsenal : Ms. 598. Cf. Portalis 1897 p. 165.
- Exercice spirituel du Chrestien. Manuscrit sur vélin, 1662, 12°, 88 f., signé Stephanus Damoiselet scripsit, 1662, reliure de velours amaranthe, doublure de satin blanc, fermoir de vermeil. Orné de vignettes, de guirlandes de fleurs et d'initiales en miniatures, avec encadrement de filets d'or à chaque page. Rouen BM : Ms. 3033 (Prov. Leber, cf. Catalogue des livres de la bibliothèque de M. C. Leber, 1839, n° 148, p. 27). Cf. Portalis 1897 p. 165 (et p. 166 : Office de la Vierge).
- Exercice spirituel du Chrestien. Manuscrit sur vélin, 1661. 12°. Cf. Portalis 1897 p. 166. Vente du comte de McCarthy-Reagh (Paris, Debure, 1815) n° 438.
- Exercice spirituel du Chrestien. Manuscrit sur vélin, 1669. 24°. Cf. Portalis 1897 p. 165. Vente du comte de McCarthy-Reagh (Paris, Debure, 1815) n° 439.
- Gradualis de tempore ecclesiae Parisiensis Pars prima... Parisiis, in aedilus Sanctæ Mariæ, manu & industria Joannis Fossard ejusdem Ecclesiæ à pueritia alumni. 1669. Huit volumes in-folio sur parchemin. Un bandeau doré sur la page de titre du premier volume indique que Damoiselet a écrit les titres et les initiales ornées de cette collection. Paris, Musée de Notre-Dame de Paris. Voir une description précise de ces volumes dans Vezin 1969.
- Liber epistolarum et evangeliorum festorum annualium quae celebrantur in insigni Ecclesia Aurelianensi. Parisiis, scribebat Damoiselet, 1666. Manuscrit sur vélin, 4°, 57 et 67 p., au début des deux parties les armes du chapitre de Sainte-Croix d'Orléans. Filets en or et vignettes en couleur. Reliure en velours avec plaque de vermeil. Cité dans Cuissard p. 241 note (et dans la même revue tome 20 p. 38). Localisation actuelle inconnue.
- Messes pour le temps depuis le lundi de la troisième semaine de Carême jusqu'au samedi de la semaine de la Passion. Manuscrit exécuté pour Madame de Montespan, avec ses armes et celles de la maison de Rochechouart. D'après Portalis p. 166, attribuable à Damoiselet. 4°, 254 p. sur vélin, en noir et rouge. Rouen BM : Ms. 3054.
- Messes pour le temps depuis le premier dimanche de l'Avent jusques au Carême. Manuscrit exécuté pour Madame de Montespan, avec ses armes et celles de la maison de Rochechouart, qui fait pendant au précédent pour compléter l'année liturgique. Attribuable à Damoiselet, vers 1670. 4°, 114 f. sur vélin, en noir et rouge.  Encadrement au titre, bandeaux, culs-de-lampe. initialesà l'or et en couleurs. Reliure noire aux armes. Vente Sotheby's Paris, 15 juin 2005. Voir
- Passiones, epistolae et evangelia missarum pro defunctis, ad usum regalis ecclesiae sanctae Catharinae Parisiensis, ordinis canonicorum regularium congregationis Gallicanae. Parisis scribebat Stephanus Damoiselet. M. DC. LXI. Manuscrit sur parchemin, in-folio, 60 f. avec plain-chant noté, initiales et ornements en or et en couleur. Paris, Bibl. de l'Arsenal : Ms. 163. Cf. Portalis 1897 p. 198.
- Le Petit office des chevaliers de l'Ordre du Saint-Esprit. Manuscrit sur parchemin, 34 f. Au titre, l'emblème du Saint-Esprit. Chantilly, Musée Condé : Ms. 96. Prov. Bibl. Armand Cigongne. Cf. Portalis 1897 p. 201, qui l'attribue à Damoiselet. Au verso du titre le chiffre J. M. D., sous une couronne de marquis.
- Prières chrestiennes pour le matin et pour le soir. Escrit par E. Damoiselet, 1667. Manuscrit sur parchemin, 61 f., avec initiales ornées et fleurons. Chantilly, Musée Condé : Ms. 109. Prov. Bibl. Armand Cigongne. Cf. Portalis 1897 p. 200.

### Copies de textes profanes

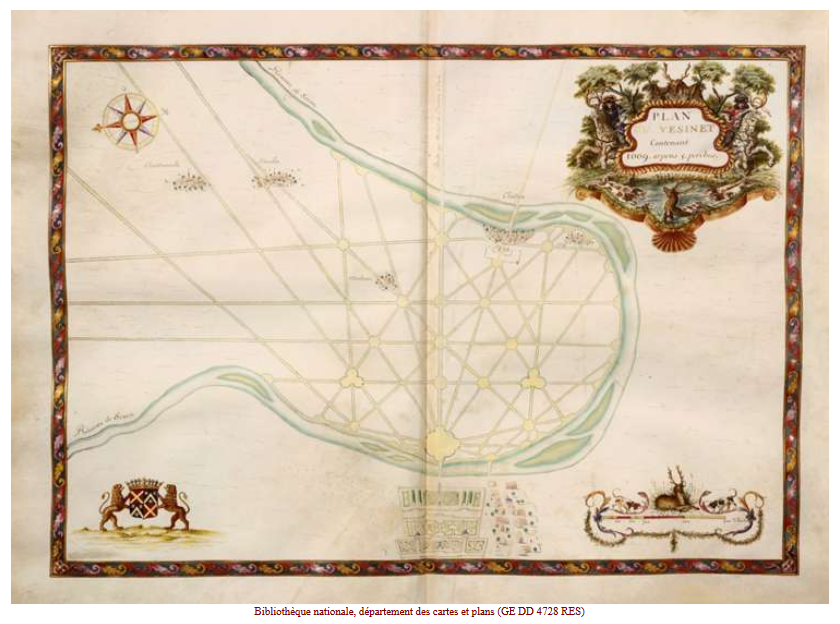
Une carte légendée par Étienne Damoiselet (Paris BNF (Mss.) : GE DD 4728 RES).

- Damoiselet collabore en 1652 au manuscrit intitulé la Rhétorique des Dieux (voir à Denis Gaultier). Cf. Portalis p. 200-201.
- Exemples des verbes latins avec leurs équivalents français; par M. le président de Périgni [Périgny] pour Monseigneur le Dauphin qui s'est servi de ce livre, 1667. Escrit par Damoiselet, 1667. 2 vol. petit 8°, 34 et 42 f. Cf. Portalis p. 165, cité dans la collection Ashburnham (fonds Barrois), puis Vente Ashburham (Christie's 1901) n° 464. Localisation actuelle inconnue.
- Lexique élémentaire latin-français, destiné sans doute à l'éducation d'un prince de la famille royale, copie attribuée à Damoiselet, troisième quart du XVIIe siècle. 2 vol. 12° sur parchemin, 22 et 20 f. Reliure en maroquin rouge, à fleurs de lis. Chantilly, Musée Condé : Ms. 429-430. Prov. Bibl. Armand Cigongne.
- Modèles d'écriture pour le Dauphin. Petit 12°, 23 f. en gros caractères. Armes du grand Dauphin au verso du premier feuillet. Signé à la fin : Ecrit par Damoiselet à Paris, 1666. Cf. Portalis p. 166, alors dans la collection Gustave de Villeneuve.
- Plans des forêts, bois et buissons du Département de la grande maistrise des eaux et forêts de l'Ile de France, Brie, Perche, Picardie et pays reconquis. Les plans [...] enluminés par Compardelle [...] en 1668, et les tables escrites par E. Damoiselet. Paris BNF (Cartes et Plans) : Rés Ge.DD.4728). Plusieurs plans portent la signature Charmolue. Ce recueil in-folio contient 44 plans de forêts et 18 tableaux synoptiques ; il est exécuté pour M. de Saumery, grand maître des eaux et forêts. Cf. Portalis p. 198-199. Peut-être est-ce le même manuscrit que Portalis cite juste après p. 199.
- Les plans et figures géométriques des forests royales de Touraine, Anjou et Maine, etc. 1669... Manuscrit 2° aux armes de Louis XIV, 24 f. Plans exécutés par Le Loyer, arpenteur du roi, avec la lettre par Damoiselet (Damoiselet scripsit 1669) et un grand cartouche à la plume et au lavis par Compardel. Cf. Portalis p. 199-200. Vente Sotheby's Monaco, 28 février 1987, lot 372.
- Recueil de mots usuels en latin et en français. Composé pour l'éducation du Dauphin, écrit par Damoiselet en 1666. Manuscrit 12° sur vélin, en or et en couleur, encadrement de filets à chaque page, reliure en maroquin rouge. Avec les armes et le chiffre du Dauphin en première et dernière page. Vente Guyot de Villeneuve (Paris, Morgand, 1900), Ms. n° 21.
- Verbes latins de A à E avec leurs équivalents français. Manuel écrit par Damoiselet dans la décennie 1660, en couleurs et à l'or. Probablement destiné au Grand Dauphin. Paris : Bibliothèque de l'Ordre des Avocats.